# Collegio di Glasgow East
Glasgow East è un collegio elettorale scozzese della Camera dei Comuni del Parlamento del Regno Unito. Elegge un membro del Parlamento con il sistema maggioritario a turno unico. Il rappresentante del collegio, dal 2024, è il laburista John Grady.
Un tempo si trattava di un seggio sicuro per il Partito Laburista Scozzese, e le aree incluse nel collegio votarono laburista sin dagli anni trenta. Tuttavia, Glasgow East raggiunse notorietà nazionale nel 2008 quando durante un'elezione suppletiva, il Partito Nazionale Scozzese (SNP) rovesciò il vantaggio di 13.000 voti conquistando il seggio. Alle elezioni generali del 2010 la laburista Margaret Curran, che non era riuscita ad essere eletta nel 2008, riconquistò il seggio dal SNP con un vantaggio di oltre 11.000 voti. Alle elezioni generali del 2015 Curran fu sconfitta da Natalic McGarry del SNP, che ottenne Glasgow East con una variazione di voti di circa il 31%, e un vantaggio di oltre 10.000 preferenze.
Il collegio è interamente contenuto nell'area di Glasgow, e comprende le aree di Baillieston, Carmyle, Easterhouse, Parkhead, Shettleston e Tollcross.

## Estensione e caratteristiche
Glasgow East è uno dei sette collegi che coprono la città di Glasgow; tutti sono interamente contenuti dentro i confini municipali.
Prima delle elezioni generali del 2005, la città aveva dieci collegi, dei quali due sconfinavano oltre i limiti cittadini. Il collegio di Glasgow East comprende le aree dell'ex collegio di Glasgow Baillieston, e parti dell'ex Glasgow Shettleston. I collegi del Parlamento Scozzese conservano i vecchi nomi e confini dei collegi di Westminster.
Fino al 2008 Baillieston era sempre stato rappresentato dai laburisti, come anche il suo predecessore Glasgow Provan sin dalla sua creazione nel 1955. Shettleston fu conquistato dal partito laburista ad ogni elezione dal 1950 in avanti (nel 1945 fu vinto dal Partito Laburista Indipendente). Nel 2008 il Partito Nazionale Scozzese riuscì a ottenere il seggio strappandolo ai laburisti ribaltando completamente la situazione. Prima di questa elezione suppletiva, Glasgow East era stato uno dei seggi più sicuri per il partito laburista nel Regno Unito.
Il collegio di Glasgow East contiene parte della Motorway M8 e la principale linea ferroviaria che entra in città; la sede del club calcistico Celtic Football Club football è situata nel collegio.
Si tratta di uno dei collegi più difficili del Regno Unito: quasi il 40% degli adulti fuma, e in media vi sono 25 morti l'anno legate a utilizzo di droghe. La vita media per i maschi è 68 anni, cinque anni meno della media scozzese, mentre nell'area di Shettleston è di 63 anni. Un rapporto del 2008 dell'Organizzazione mondiale della sanità affermò che l'aspettativa di vita a Calton era di 54 anni.

## Membri del Parlamento
| Elezione | Elezione | Deputato        | Partito      |
| -------- | -------- | --------------- | ------------ |
|          | 2005     | David Marshall  | Laburista    |
|          | 2008 (S) | John Mason      | SNP          |
|          | 2010     | Margaret Curran | Laburista    |
|          | 2015     | Natalie McGarry | SNP          |
|          | 2015     | Natalie McGarry | Indipendente |
|          | 2017     | David Linden    | SNP          |
|          | 2024     | John Grady      | Laburista    |

## Risultati elettorali

### Elezioni negli anni 2020
| Partito                    | Partito                                  | Candidato                  | Risultati 4 luglio 2024 | Risultati 4 luglio 2024 |
| Partito                    | Partito                                  | Candidato                  | Voti                    | %                       |
| -------------------------- | ---------------------------------------- | -------------------------- | ----------------------- | ----------------------- |
|                            | Laburista                                | John Grady                 | 15 543                  | 43,85                   |
|                            | SNP                                      | David Linden               | 11 759                  | 33,18                   |
|                            | Verdi                                    | Amy Kettyles               | 2 727                   | 7,69                    |
|                            | Reform UK                                | Donnie McLeod              | 2 371                   | 6,69                    |
|                            | Conservatore                             | Thomas Kerr                | 1 707                   | 4,82                    |
|                            | Liberal Democratici                      | Matthew Clark              | 872                     | 2,46                    |
|                            | Socialista                               | Liam McLaughlan            | 466                     | 1,31                    |
|                            |                                          |                            |                         |                         |
| Iscritti                   | Iscritti                                 | Iscritti                   | 68 988                  | 100,00                  |
| ↳ Votanti (% su iscritti)  | ↳ Votanti (% su iscritti)                | ↳ Votanti (% su iscritti)  | 35 445                  | 51,38                   |
| ↳ Astenuti (% su iscritti) | ↳ Astenuti (% su iscritti)               | ↳ Astenuti (% su iscritti) | 33 543                  | 48,62                   |
|                            |                                          |                            |                         |                         |
|                            | Esito: collegio passa da SNP a Laburista |                            |                         |                         |

### Elezioni negli anni 2010
| Partito                    | Partito                          | Candidato                  | Risultati 12 dicembre 2019 | Risultati 12 dicembre 2019 |
| Partito                    | Partito                          | Candidato                  | Voti                       | %                          |
| -------------------------- | -------------------------------- | -------------------------- | -------------------------- | -------------------------- |
|                            | SNP                              | David Linden               | 18 357                     | 47,70                      |
|                            | Laburista                        | Kate Watson                | 12 791                     | 33,24                      |
|                            | Conservatore                     | Thomas Kerr                | 5 709                      | 14,84                      |
|                            | Lib Dem                          | James Harrison             | 1 626                      | 4,23                       |
|                            |                                  |                            |                            |                            |
| Iscritti                   | Iscritti                         | Iscritti                   | 67 381                     | 100,00                     |
| ↳ Votanti (% su iscritti)  | ↳ Votanti (% su iscritti)        | ↳ Votanti (% su iscritti)  | 38 483                     | 57,11                      |
| ↳ Astenuti (% su iscritti) | ↳ Astenuti (% su iscritti)       | ↳ Astenuti (% su iscritti) | 28 898                     | 42,89                      |
|                            |                                  |                            |                            |                            |
|                            | Esito: collegio confermato a SNP |                            |                            |                            |

| Partito                    | Partito                          | Candidato                  | Risultati 8 giugno 2017 | Risultati 8 giugno 2017 |
| Partito                    | Partito                          | Candidato                  | Voti                    | %                       |
| -------------------------- | -------------------------------- | -------------------------- | ----------------------- | ----------------------- |
|                            | SNP                              | David Linden               | 14 024                  | 38,77                   |
|                            | Laburista                        | Kate Watson                | 13 949                  | 38,56                   |
|                            | Conservatore                     | Thomas Kerr                | 6 816                   | 18,84                   |
|                            | Lib Dem                          | Matthew Clark              | 576                     | 1,59                    |
|                            | UKIP                             | John Ferguson              | 502                     | 1,39                    |
|                            | Indipendente                     | Karin Finegan              | 158                     | 0,44                    |
|                            | Social Democratico               | Steven Marshall            | 148                     | 0,41                    |
|                            |                                  |                            |                         |                         |
| Iscritti                   | Iscritti                         | Iscritti                   | 66 254                  | 100,00                  |
| ↳ Votanti (% su iscritti)  | ↳ Votanti (% su iscritti)        | ↳ Votanti (% su iscritti)  | 36 175                  | 54,60                   |
| ↳ Astenuti (% su iscritti) | ↳ Astenuti (% su iscritti)       | ↳ Astenuti (% su iscritti) | 30 079                  | 45,40                   |
|                            |                                  |                            |                         |                         |
|                            | Esito: collegio confermato a SNP |                            |                         |                         |

| Partito                    | Partito                                  | Candidato                  | Risultati 7 maggio 2015 | Risultati 7 maggio 2015 |
| Partito                    | Partito                                  | Candidato                  | Voti                    | %                       |
| -------------------------- | ---------------------------------------- | -------------------------- | ----------------------- | ----------------------- |
|                            | SNP                                      | Natalie McGarry            | 24 116                  | 56,85                   |
|                            | Laburista                                | Margaret Curran            | 13 729                  | 32,37                   |
|                            | Conservatore                             | Andrew Morrison            | 2 544                   | 6,00                    |
|                            | UKIP                                     | Arthur Thackeray           | 1 105                   | 2,61                    |
|                            | Verdi                                    | Kim Long                   | 381                     | 0,90                    |
|                            | Lib Dem                                  | Gary McLelland             | 318                     | 0,75                    |
|                            | Socialista                               | Liam McLaughlan            | 224                     | 0,53                    |
|                            |                                          |                            |                         |                         |
| Iscritti                   | Iscritti                                 | Iscritti                   | 70 343                  | 100,00                  |
| ↳ Votanti (% su iscritti)  | ↳ Votanti (% su iscritti)                | ↳ Votanti (% su iscritti)  | 42 417                  | 60,30                   |
| ↳ Astenuti (% su iscritti) | ↳ Astenuti (% su iscritti)               | ↳ Astenuti (% su iscritti) | 27 926                  | 39,70                   |
|                            |                                          |                            |                         |                         |
|                            | Esito: collegio passa da Laburista a SNP |                            |                         |                         |

| Partito                    | Partito                                  | Candidato                  | Risultati 6 maggio 2010 | Risultati 6 maggio 2010 |
| Partito                    | Partito                                  | Candidato                  | Voti                    | %                       |
| -------------------------- | ---------------------------------------- | -------------------------- | ----------------------- | ----------------------- |
|                            | Laburista                                | Margaret Curran            | 19 797                  | 61,55                   |
|                            | SNP                                      | John Mason                 | 7 957                   | 24,74                   |
|                            | Lib Dem                                  | Kevin Ward                 | 1 617                   | 5,03                    |
|                            | Conservatore                             | Hamira Khan                | 1 453                   | 4,52                    |
|                            | BNP                                      | Joe T Finnie               | 677                     | 2,10                    |
|                            | Socialista                               | Frances Curran             | 454                     | 1,41                    |
|                            | UKIP                                     | Arthur Thackeray           | 209                     | 0,65                    |
|                            |                                          |                            |                         |                         |
| Iscritti                   | Iscritti                                 | Iscritti                   | 61 853                  | 100,00                  |
| ↳ Votanti (% su iscritti)  | ↳ Votanti (% su iscritti)                | ↳ Votanti (% su iscritti)  | 32 164                  | 52,00                   |
| ↳ Astenuti (% su iscritti) | ↳ Astenuti (% su iscritti)               | ↳ Astenuti (% su iscritti) | 29 689                  | 48,00                   |
|                            |                                          |                            |                         |                         |
|                            | Esito: collegio passa da SNP a Laburista |                            |                         |                         |

### Elezioni negli anni 2000
Il 28 giugno 2008 il deputato David Marshall annunciò le due dimissioni per una malattia legata allo stress. Nonostante il seggio rappresentasse il terzo più sicuro della Scozia per i laburisti, fu sfidato aspramente dal SNP, sulla scia della disastrosa performance laburista alle elezioni suppletive a Henley. Le candidature chiusero il 9 luglio, e l'elezione si svolse il 24 luglio.
Il 25 luglio 2008, dopo un riconteggio, il candidato SNP John Mason ottenne il seggio con un vantaggio di 365 sulla sfidante laburista Margaret Curran.
| Partito                    | Partito                                  | Candidato                  | Risultati 24 luglio 2008 | Risultati 24 luglio 2008 |
| Partito                    | Partito                                  | Candidato                  | Voti                     | %                        |
| -------------------------- | ---------------------------------------- | -------------------------- | ------------------------ | ------------------------ |
|                            | SNP                                      | John Mason                 | 11 277                   | 43,08                    |
|                            | Laburista                                | Margaret Curran            | 10 912                   | 41,69                    |
|                            | Conservatore                             | Davena Rankin              | 1 639                    | 6,26                     |
|                            | Lib Dem                                  | Ian Robertson              | 915                      | 3,50                     |
|                            | Socialista                               | Frances Curran             | 555                      | 2,12                     |
|                            | Solidarity                               | Tricia McLeish             | 512                      | 1,96                     |
|                            | Verdi                                    | Eileen Duke                | 232                      | 0,89                     |
|                            | Indipendente                             | Chris Creighton            | 67                       | 0,26                     |
|                            | Freedom-4-Choice                         | Hamish Howitt              | 65                       | 0,25                     |
|                            |                                          |                            |                          |                          |
| Iscritti                   | Iscritti                                 | Iscritti                   | 62 056                   | 100,00                   |
| ↳ Votanti (% su iscritti)  | ↳ Votanti (% su iscritti)                | ↳ Votanti (% su iscritti)  | 26 219                   | 42,25                    |
| ↳ Astenuti (% su iscritti) | ↳ Astenuti (% su iscritti)               | ↳ Astenuti (% su iscritti) | 35 837                   | 57,75                    |
|                            |                                          |                            |                          |                          |
|                            | Esito: collegio passa da Laburista a SNP |                            |                          |                          |

| Partito                    | Partito                                      | Candidato                  | Risultati 5 maggio 2005 | Risultati 5 maggio 2005 |
| Partito                    | Partito                                      | Candidato                  | Voti                    | %                       |
| -------------------------- | -------------------------------------------- | -------------------------- | ----------------------- | ----------------------- |
|                            | Laburista                                    | David Marshall             | 18 775                  | 60,68                   |
|                            | SNP                                          | Lachlan McNeill            | 5 268                   | 17,03                   |
|                            | Lib Dem                                      | David Jackson              | 3 665                   | 11,85                   |
|                            | Conservatore                                 | Carl Thomson               | 2 135                   | 6,90                    |
|                            | Socialista                                   | George Savage              | 1 096                   | 3,54                    |
|                            |                                              |                            |                         |                         |
| Iscritti                   | Iscritti                                     | Iscritti                   | 64 188                  | 100,00                  |
| ↳ Votanti (% su iscritti)  | ↳ Votanti (% su iscritti)                    | ↳ Votanti (% su iscritti)  | 30 969                  | 48,25                   |
| ↳ Astenuti (% su iscritti) | ↳ Astenuti (% su iscritti)                   | ↳ Astenuti (% su iscritti) | 33 219                  | 51,75                   |
|                            |                                              |                            |                         |                         |
|                            | Esito: collegio a Laburista (nuovo collegio) |                            |                         |                         |

## Risultati dei referendum

### Referendum sulla permanenza del Regno Unito nell'Unione europea del 2016
|        | Collegio     | Lasciare UE % | Rimanere in UE % |
| ------ | ------------ | ------------- | ---------------- |
|        | Glasgow East | 43,8%         | 56,2%            |
| Scozia | 38,0%        | 62,0%         |                  |
|        | Regno Unito  | 51,9%         | 48,1%            |